# Николай Гяуров
Николай Георгиев Гяуров е български оперен певец – бас, работил дълги години в Италия.
Забележителни са ролите му на Мефистофел във „Фауст“ на Шарл Гуно, на Филип II в „Дон Карлос“ на Джузепе Верди, на Дон Жуан в едноименната опера от Волфганг Амадеус Моцарт и Борис Годунов в операта на Модест Мусоргски.

## Биография
Николай Гяуров е роден на 13 септември 1929 г. в село Лъджене, днес квартал на Велинград. Негов по-голям брат е комунистическият функционер Костадин Гяуров. Родът им е по произход от драмското село Плевня, Егейска Македония.
От ранна възраст има интерес към музиката, а по време на военната си служба пее и ръководи самодеен хор, като с това прави впечатление на Петко Стайнов. Учи оперно пеене в Софийската консерватория при Христо Бръмбаров, а през 1950 г. продължава обучението си в Ленинград, а след това и в Москва.
Кариерата на Гяуров започва през 1955 г., когато печели голямата награда на престижния конкурс за оперни певци в Париж. Прави дебюта си в Софийската народна опера на 18 март 1956 г. като Дон Базилио в „Севилският бръснар“ на Джоакино Росини. През есента на същата година заминава за Москва, където няколко сезона работи в Болшой театър.
На 20 февруари 1960 година Гяуров участва в постановка на „Борис Годунов“ в миланския театър „Ла Скала“, в която участват и двама други изтъкнати български певци – Борис Христов като Борис Годунов и Димитър Узунов като Самозванеца. Този спектакъл става повратна точка в кариерата му, донасяйки му поредица ангажименти в Ла Скала, които го превръщат задълго в постоянен водещ бас на театъра.
Той изпълнява роли и във виенската Щатсопера, парижката Гранд опера, лондонската Ковънт Гардън, нюйоркската Метрополитън опера, както и в много други престижни театри.
От първата си съпруга Златина Мишакова има две деца – диригентът Владимир Гяуров и актрисата Елена Гяуров. От 90-те години Гяуров живее и работи със своята втора съпруга – италианската певица Мирела Френи, в Модена, Италия. През този период той се ориентира към участия в концертни програми с нея в градове по целия свят.
Николай Гяуров умира на 2 юни 2004 г. в Модена, където е погребан.